# Drapeau du Daghestan
Le drapeau du Daghestan est l’un des symboles du Daghestan, l’une des républiques fédérées de Russie. Il est adopté en 2003.

## Description
La loi du Daghestan relative à son drapeau national le définit ainsi :

« Le drapeau national du Daghestan se présente sous la forme d’une étoffe rectangulaire constituée de trois bandes horizontales de même taille : verte en haut, bleue au milieu et rouge en bas. Le rapport entre la largeur du drapeau et sa longueur est 2:3. »

La bande supérieure verte du drapeau symbolise l'islam (religion professée par près de 80 % des habitants du Daghestan), la bande centrale bleue la mer Caspienne et la bande inférieure rouge le courage et la fidélité. À noter que ces deux dernières bandes se trouvent dans le même ordre sur le drapeau de la Russie, en plus de posséder les mêmes dimensions et des teintes quasiment identiques. 
Le drapeau de la république de Carélie est similaire à celui du Daghestan, mais l’ordre des couleurs est inversé et le bleu plus foncé pour le Daghestan.

## Drapeaux précédents
| Années d'utilisation | Drapeau | Proportions | Régime                                                                          |
| -------------------- | ------- | ----------- | ------------------------------------------------------------------------------- |
| 1925-1927            |         | 1:2         | République socialiste soviétique autonome du Daghestan                          |
| 1927–-1954           |         | 1:2         | République socialiste soviétique autonome du Daghestan                          |
| 1954-1994            |         | 1:2         | République socialiste soviétique autonome du Daghestan, république du Daghestan |
| 1994-2003            |         | 1:2         | République du Daghestan                                                         |